# ساحل طهطا
قرية ساحل طهطا هي إحدى القرى التابعة لمركز طهطا بمحافظة سوهاج في جمهورية مصر العربية. حسب إحصاءات سنة 2006، بلغ إجمالي السكان في ساحل طهطا 31019 نسمة، منهم 15239 رجل و15780 امرأة.